# Derville Allegretti
Derville Allegretti (Porto Real, 24 de agosto de 1900 — São Paulo, 14 de junho de 1979) foi um jornalista e político brasileiro.
Nascido em Porto Real, então distrito de Resende, era filho dos imigrantes italianos Cesare Allegretti e Artesmisia Sgarbi. Sua família transferiu-se para a capital paulista logo após seu nascimento, onde foi criado no bairro da Mooca. 
Iniciou sua carreira no jornalismo diário no Correio Paulistano. Em 1932 graduou-se na Faculdade de Direito de São Paulo e, no mesmo ano, foi combatente na Revolução Constitucionalista.
Como político foi eleito vereador e depois deputado estadual em 1950, permanecendo na Assembleia Legislativa de São Paulo até 1962.
Também publicou alguns livros, como A Reforma Ortográfica em 1943 e A Reforma do Ensino Comercial em 1950.
Derville Allegretti  também foi presidente do Clube Atlético Juventus, o tradicional Juventus da Mooca, clubes dos italianos e dos seus descendentes em São Paulo. Renunciou a Presidência do clube em 9 de abril de 1954.
Desde os anos 1980, seu nome passou a denominar uma instituição de ensino municipal na capital paulista e uma instituição de ensino estadual em Carapicuíba.